# Upplands runinskrifter Fv1971;212B
Upplands runinskrifter Fv1971;212B är ett vikingatida runstensfragment av granit i Vada kyrka, Vada socken och Vallentuna kommun. Fragmentet är 52 gånger 36 centimeter och inmurat i sakristians vägg. Runhöjden är 3,5 till 6 centimeter.

## Inskriften
Translitterering av runraden:
§P ra... ... ok rahnui (s)--(i)i ok at| |t¶otur s 
§Q ra... ... ok rahnui (s)--(i) iok at| |t¶otur s
Normalisering till runsvenska:
§P ... ... ok ʀagnvi ... ok at dottur sina. 
§Q ... ... ok ʀagnvi ... hiogg at dottur sina.
Översättning till nusvenska:
§P ... och Ragnvi ... och till minne av sin dotter. 
§Q ... och Ragnvi ... högg till minne av sin dotter.